# Никола Динев (актьор)
 Тази статия е за актьора.  За българския борец вижте Никола Динев.  
Никола Савов Динев е български актьор.

## Биография
Роден е през 1926 г. в София. През 1947 г. завършва Държавната театрална школа, а през 1952 г. и Школа за запасни офицери. В периода 1952 – 1967 г. играе на сцената на Театъра на народната армия. От 1967 до 1975 г. играе в трупата на Народния театър. През 1972 г. получава званието „заслужил артист“. Женен е за Вяра Ковачева, също актриса. Умира през 1975 г. в София. В централния държавен архив се съхраняват негови документи и снимки във Ф. 688, 1 опис, 67 а.е.

## Телевизионен театър
- „Не подлежи на обжалване“ (1973) (Лозан Стрелков)
- „Бягство в новогодишната нощ“ (1964) (Михаил Тонецки)

## Филмография
- На живот и смърт (3-сер. тв, 1974)
- Кит (1970) – редакторът
- На всеки километър (26-сер. тв, 1969, 1971)
- Гибелта на Александър Велики (1968)
- Паролата (1965)
- В тиха вечер (1960) – полицейският началник
- Тревога (1950)